# Associazione Sportiva Jesi 1968-1969
Questa pagina raccoglie le informazioni riguardanti l'Associazione Sportiva Jesi nelle competizioni ufficiali della stagione 1968-1969.

## Rosa
| N. |                   | Ruolo | Calciatore         |
| -- | ----------------- | ----- | ------------------ |
|    | Italia (bandiera) |       | Alpini             |
|    | Italia (bandiera) | C     | Alberto Bazzarini  |
|    | Italia (bandiera) |       | Burattini          |
|    | Italia (bandiera) | A     | Pier Luigi Cignani |
|    | Italia (bandiera) | C     | Italico Faggiotto  |
|    | Italia (bandiera) | C     | Olivo Filiputti    |
|    | Italia (bandiera) | D     | Edgardo Forlivesi  |
|    | Italia (bandiera) | A     | Ganzetti Giordano  |
|    | Italia (bandiera) | D     | Daniele Gazzoni    |

| N. |                   | Ruolo | Calciatore          |
| -- | ----------------- | ----- | ------------------- |
|    | Italia (bandiera) | P     | Massimo Grassi      |
|    | Italia (bandiera) |       | Gregori             |
|    | Italia (bandiera) | A     | Costantino Paradiso |
|    | Italia (bandiera) |       | Patregnani          |
|    | Italia (bandiera) | C     | Giampietro Rubinato |
|    | Italia (bandiera) | A     | Ivan Salvigni       |
|    | Italia (bandiera) | A     | Mario Scarpa        |
|    | Italia (bandiera) | D     | Raffaele Schicchi   |
|    | Italia (bandiera) | C     | Publio Tontini      |